# 鄭邦仰
鄭邦仰（1505年—？），字思賢，浙江紹興府餘姚縣人，民籍，明朝政治人物。

## 生平
嘉靖七年（1528年）戊子科浙江鄉試第四十一名舉人。嘉靖二十年（1541年）中式辛丑科會試第一百七十七名，登第三甲第一百五十七名進士。官廣東南海县知县。

## 家族
曾祖鄭宜訓；祖父鄭輅；父鄭相，母徐氏。永感下。兄邦彦。弟邦禎、邦达、邦正。